# Aulosaphoides fujianicus
Aulosaphoides fujianicus är en stekelart som beskrevs av Wu, Huang och Chen 2000. Aulosaphoides fujianicus ingår i släktet Aulosaphoides och familjen bracksteklar. Inga underarter finns listade.